# Linia Hutnicza Szerokotorowa

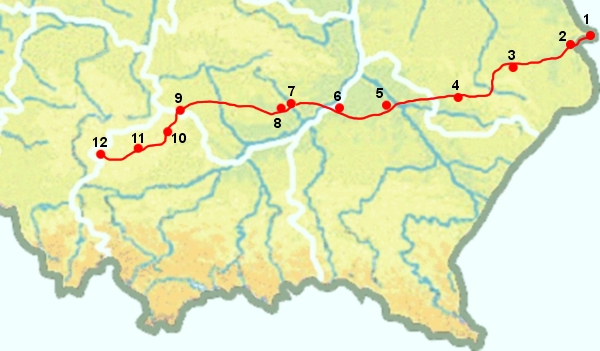
De route van de LHS
1 Poolse grensovergang met Oekraïne
2 Hrubieszów,
3 Zamość,
4 Biłgoraj,
5 Nisko,
6 Wola Baranowska,
7 Staszów,
8 Grzybów,
9 Sędziszów,
10 Kępie,
11 Zarzecze,
12 Sławków

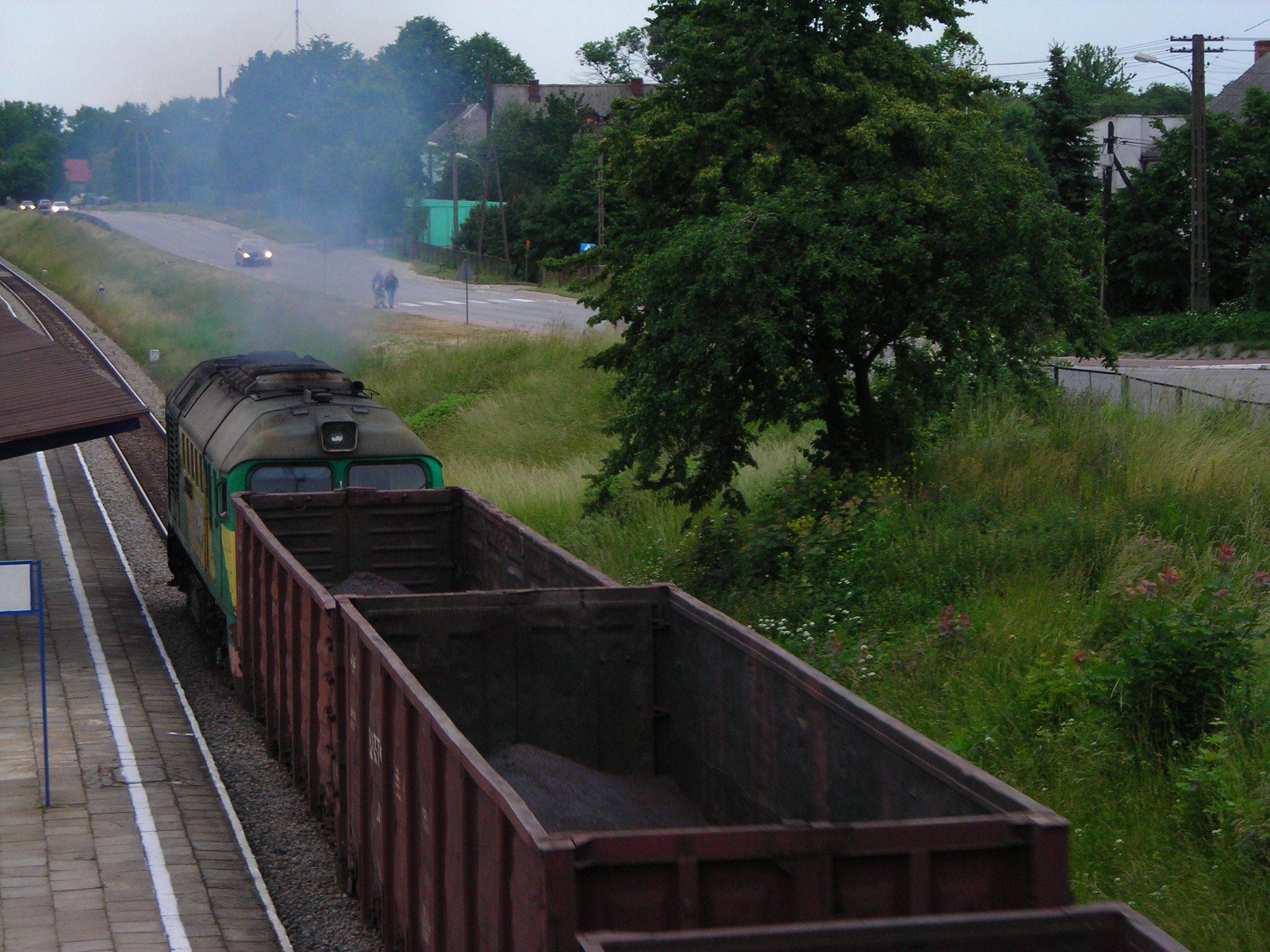
Een ST44 van PKP-LHS rijdt door Sędziszów.

Spoorlijn 65 of Linia Hutnicza Szerokotorowa, veelal afgekort tot LHS (Nederlandse vertaling: Breedspoormetallurgielijn), is de langste breedspoorverbinding van Polen. Naast deze lijn en enkele zeer korte stukjes vlak bij grensovergangen gebruikt Polen overal normaalspoor. Voor de LHS-verbinding wordt het 'huidige' Russisch breedspoor van 1520 mm gebruikt.
De lijn loopt onafgebroken van de Pools-Oekraïense grens bij Hrubieszów tot aan Sławków Południowy (bij Katowice), in totaal bijna 400 kilometer, en wordt enkel gebruikt voor goederenvervoer (met name kolen en ijzererts). Het is de westelijkst gelegen breedspoorverbinding van Europa die verbonden is met het breedspoorsysteem van de landen die voor 1991 de Sovjet-Unie vormden.
Voor het transport wordt gebruikgemaakt van ST44-locomotieven, een variant van de M62-locomotief uit de Sovjet-Unie. De exploitatie van de lijn ligt in handen van de PKP Linia Hutnicza Szerokotorowa Spólka z o.o..
Vanaf 2020 wordt de lijn gebruikt voor goederentransporten uit Xi'an in de Volksrepubliek China en Dostyq in Kazachstan (overgang van het Chinese normaalspoor naar het 1520mm netwerk) in het kader van de Nieuwe Zijderoute.